# 小林武雄
小林 武雄（こばやし たけお）は、日本のドイツ語学者・ドイツ文学者。

## 略歴
1963年、埼玉大学文理学部文学科（独語・独文学専攻）卒業。1967年、学習院大学大学院人文科学研究科博士課程退学。1972年、東京理科大学理工学部助教授。1988年、東京理科大学理工学部教授（-2002年）。

## 著書
- 『ドイツ文法の基礎』（改訂版）、小林武雄、第三書房、1993年

## 論文
- 「クライストにおける感情と言葉」、『東京理科大学ドイツ語教室紀要（櫻筵）』、3号、1972年
- 「ハインリッヒ・フォン・クライストのホンブルク公子」、『近代文学論叢』、5号、1973年
- 「クライストにおける心と自然」、『東京理科大学ドイツ語教室紀要（櫻筵）』、4号、1974年
- 「マックス・フリッシュにおける私的なことと公的なこと （1）」、『東京理科大学紀要（教養篇）』、19号、1987年
- 「マックス・フリッシュにおける私的なことと公的なこと （2）」、『東京理科大学紀要（教養篇）』、20号、1988年
- 「マックス・フリッシュにおける私的なことと公的なこと （3）」、『東京理科大学紀要（教養篇）』、21号、1989年
- 「マックス・フリッシュのホモ・ファーベル -ヴァルター・ファーベルの過去への旅をめぐって」、『東京理科大学紀要（教養篇）』、35号、2003年